# 鉄腕書生
『鉄腕書生』（てつわんしょせい）は1932年に日本で制作されたサイレント映画。東活映画社製作。

## スタッフ
- 監督 : 井出錦之助
- 脚本 : 岡鬨夫
- 原作 : 岡鬨夫
- 撮影 : 本田階一郎

## キャスト
- 東郷久義
- 木下双葉